# Ирини-Елени Агатопулу
Ирини-Елени Димитриу Агатопулу (на гръцки: Ειρήνη-Ελένη Δημητρίου Αγαθοπούλου) е гръцки политик от Коалицията на радикалната левица.

## Биография
Родена е в 1985 година в македонския град Солун. В 2003 година завършва Фармакологичното училище в Солунския университет. Премества се в Кукуш. Избрана е за депутат от Кукуш на изборите на 17 юни 2012 г.